# デイヴィッド・ブラウン (映画プロデューサー)
デイヴィッド・ブラウン（David Brown, 1916年7月28日 - 2010年2月1日）は、アメリカの映画および劇場のプロデューサー、著作家。ピーター・ベンチリーのベストセラー小説に基づく映画『ジョーズ』を制作したことで最もよく知られている。

## 生涯
デイヴィッド・ブラウンは、ニューヨークでエドワード・フィッシャー・ブラウンと最初の妻であるリリアン（旧制：バレン）との間に生まれた。
ブラウンはスタンフォード大学とコロンビア大学ジャーナリズム大学院を卒業した。

## 経歴
ブラウンはジャーナリストとして職業キャリアを開始し、『サタデー・イブニング・ポスト』『ハーパーズ』『コリアーズ』などの雑誌に寄稿し、後に編集者になった。彼は、『コスモポリタン』の編集長を妻のヘレン・ガーリー・ブラウンが雑誌に加わるまで務めた。

### 映画
1951年、プロデューサーのダリル・F・ザナックは、彼のスタジオである20世紀フォックスのストーリー部門のトップとしてブラウンを雇った。ブラウンは後に、クリエイティブ・オペレーション部門のエグゼクティブ・バイスプレジデントに昇進した。1971年に彼は、ダリルの息子であるリチャード・D・ザナックと共に、フォックスを離れワーナー・ブラザースに移ったが、翌年に彼ら独自の制作会社を設立を試みた。
ポール・ニューマンとロバート・レッドフォードが主演した映画『スティング』（1973年）は、ザナック/ブラウンの共同作品であった。 1974年、彼らはユニバーサルピクチャーズとともに、スティーヴン・スピルバーグの映画監督デビュー作である『続・激突!/カージャック』をプロデュースした。
その後、このコンビは、シドニー・ルメット監督でポール・ニューマン主演の法廷ドラマ『評決』（1982年）や、ロン・ハワード監督のSF映画『コクーン』（1985年）、ブルース・ベレスフォード監督、ジェシカ・タンディとモーガン・フリーマン主演のコメディドラマ『ドライビング Miss デイジー』（1989年）を含む、12本以上の映画のプロデューサーまたはエグゼクティブプロデューサーとして参加した。『ドライビング Miss デイジー』は、最優秀作品賞を含む4つのアカデミー賞を受賞した。
ブラウン単独ではドラマ『アンジェラの灰』（1999年）やロマンス映画『ショコラ』（2000年）などの映画を制作し続けた。
ブラウンとザナックは、スピルバーグ監督の『ジョーズ』（1975年）などの映画製作の功績により、1990年に映画芸術科学アカデミーからアービング・G・タルバーグ賞を受賞した。

### 劇場
ブラウンは『成功の甘き香り：ミュージカル』（2002）、『ペテン師と詐欺師』（2005）、オフ・ブロードウェイのジェリー・ハーマンのミュージカルレビュー『ショーチューン』（2003）など、さまざまなブロードウェイミュージカルをプロデュースした。
彼は、劇作家アーロン・ソーキンが書いたドラマ劇『ア・フュー・グッドメン』の映画と舞台の権利を購入した。 この舞台劇は1989年11月に始まり、500回の公演が行われた。 同名の映画（1992年）は、トム・クルーズとジャック・ニコルソンが主演している。

## 私生活
1959年から51年間、ブラウンは亡くなるまでヘレン・ガーリー・ブラウンと夫婦だった。なお、彼女はコスモポリタン誌の編集者を32年間務め、『セックス・アンド・ザ・シングルガール』（1964年に『求婚専科』として映画化）の著者である。
ブラウンには死別した最初の妻との間に1人息子ブルースがいる。また、異母弟にエドワード・フィッシャー・ブラウン・ジュニアがいる。
彼は彼の礼儀正しさ、上質なワードローブ、独特の口ひげ、そして作家を擁護することで等しく知られている。 彼は出版社やエージェントと強いつながりを持っていた。
ブラウンは『Brown's Guide to the Good Life: Tears, Fears and Boredom』（2005年）を書き、人生についてのアドバイスを提供している。 彼はまた、逸話的な自伝である『Let Me Entertain You』（1990年）を書いている。

### 死去
2010年2月1日、腎不全のために逝去。93歳没。

## プロデュース作品
- 続・激突!/カージャック The Sugarland Express （1974年）
- アイガー・サンクション The Eiger Sanction （1975年）
- ジョーズ Jaws （1975年）
- ジョーズ2 Jaws 2 （1978年）
- アイランド The Island （1980年）
- ネイバーズ Neighbors （1981年）
- 評決 The Verdict （1982年）
- コクーン Cocoon （1985年）
- コクーン2/遥かなる地球 Cocoon: The Return （1988年）
- ドライビング Miss デイジー Driving Miss Daisy （1989年）
- ザ・プレイヤー The Player （1992年）
- ア・フュー・グッドメン A Few Good Men （1992年）
- ジョン・キャンディの大進撃 Canadian Bacon （1995年）
- セイント The Saint （1997年)
- コレクター Kiss the Girls （1997年）
- ディープ・インパクト Deep Impact （1998年）
- アンジェラの灰 Angela's Ashes （1999年）
- ショコラ Chocolat （2000年）
- スパイダー Along Came a Spider  (2001年)

## 受賞
- 1990年、アービング・G・タルバーグ賞（アカデミー賞）受賞。
- 1993年、デイヴィッド・O・セルズニック・ライフタイム・アチーヴメント賞（プロデューサー組合の賞）受賞。